# Oulad Bouali Nouaja
Oulad Bouali Nouaja (àrab أولاد بوعلي النواجة) és una comuna rural de la província de Settat de la regió de Casablanca-Settat. Segons el cens de 2014 tenia una població total de 6.507 persones.